# Augustus Volney Waller
Augustus Volney Waller (21 de diciembre de 1816 – 18 de septiembre de 1870) fue un neurofisiólogo británico. Fue el primero en describir la degeneración de fibras nerviosas hoy en día conocida como degradación walleriana.

## Orígenes y formación
Nació el 21 de diciembre de 1816, hijo de William Waller de Elverton Farm (Faversham, Kent). Pasó su juventud en Niza, donde su padre falleció en 1830. Waller regresó entonces a Inglaterra, donde vivió primero con el doctor Lacon Lambe de Tewkesbury y después con William Lambe, famoso activista vegetariano. Su padre había sido partidario de las ideas de Lambe, con Augustus siendo criado hasta los dieciocho años en una dieta vegetariana.
Waller estudió en París, donde obtuvo el grado de doctor en medicina en 1840. Al año siguiente fue admitido como licenciado en la Sociedad de Apotecarios de Londres. Fue introducido a la práctica médica general en St. Mary Abbott Terrace, Kensington, y pronto adquirió una clientela considerable. Tras la publicación de dos artículos en las Transacciones Filosóficas en 1849 y 1850, fue elegido socio de la Sociedad Real de Londres en 1851. Algunos de sus primeros trabajos incluyen Observaciones microscópicas de la perforación de capilares por los corpúsculos de la sangre, y el origen del moco y pus aparecido en noviembre de 1846. Waller redescubrió la capacidad de los glóbulos blancos de huir de las células sanguíneas más pequeña. Otros de sus trabajos iniciales estuvieron dedicados a problemas puramente físicos, como las Investigaciones microscópicas sobre el granizo publicado en la misma revista en julio y agosto de 1846 y marzo de 1847.

## Estancia en Bonn
Dejó entonces su consulta médica e Inglaterra para vivir en Bonn y dedicarse a su trabajo científico. En Bonn fue ayudante del profesor Julius Ludwig Budge y publicó más artículos sobre temas fisiológicos en las Comptes Rendus en 1851 y 1852. Estudió el centro cilio-espinal en el cordón espinal y la acción vasoconstrictora del sistema simpático. Su trabajo sobre el centro cilio-espinal, realizado junto a Budge, fue publicado en el Comptes Rendus de octubre de 1851 mientras que su estudio de la función del ganglio en la raíz posterior de cada nervio espinal fue publicado en el Comptes Rendus (xxxv. 524). 
Waller es particularmente conocido por su descubrimiento de la degradación walleriana, que describió en Comptes Rendus 1 Dic. 1851. A raíz de sus experimentos en ranas, cuyos nervios glosofaríngeos e hipoglosos cercenó, observó que los nervios distales al sitio de lesión fueron separados de sus cuerpos celulares en el tronco cerebral. Waller describió el proceso de desintegración de la mielina, al cual se refirió como "médula", separándola en varios tamaños de partículas. La degeneración de axones forma gotas que pueden ser teñidas, lo que le permitió el estudio del curso de fibras nerviosas individuales en lo que se ha llamado método de Waller.
En reconocimiento a estos artículos ganó el premio Monthyon de la Academia de Ciencias de Francia de 1852, que volvió a ganar por nuevos trabajos en 1856. El presidente y el consejo de la Sociedad Real también le otorgaron su Medalla Real en 1860 en reconocimiento a la importancia de sus investigaciones en fisiología y los métodos desarrollados.

## Últimos años

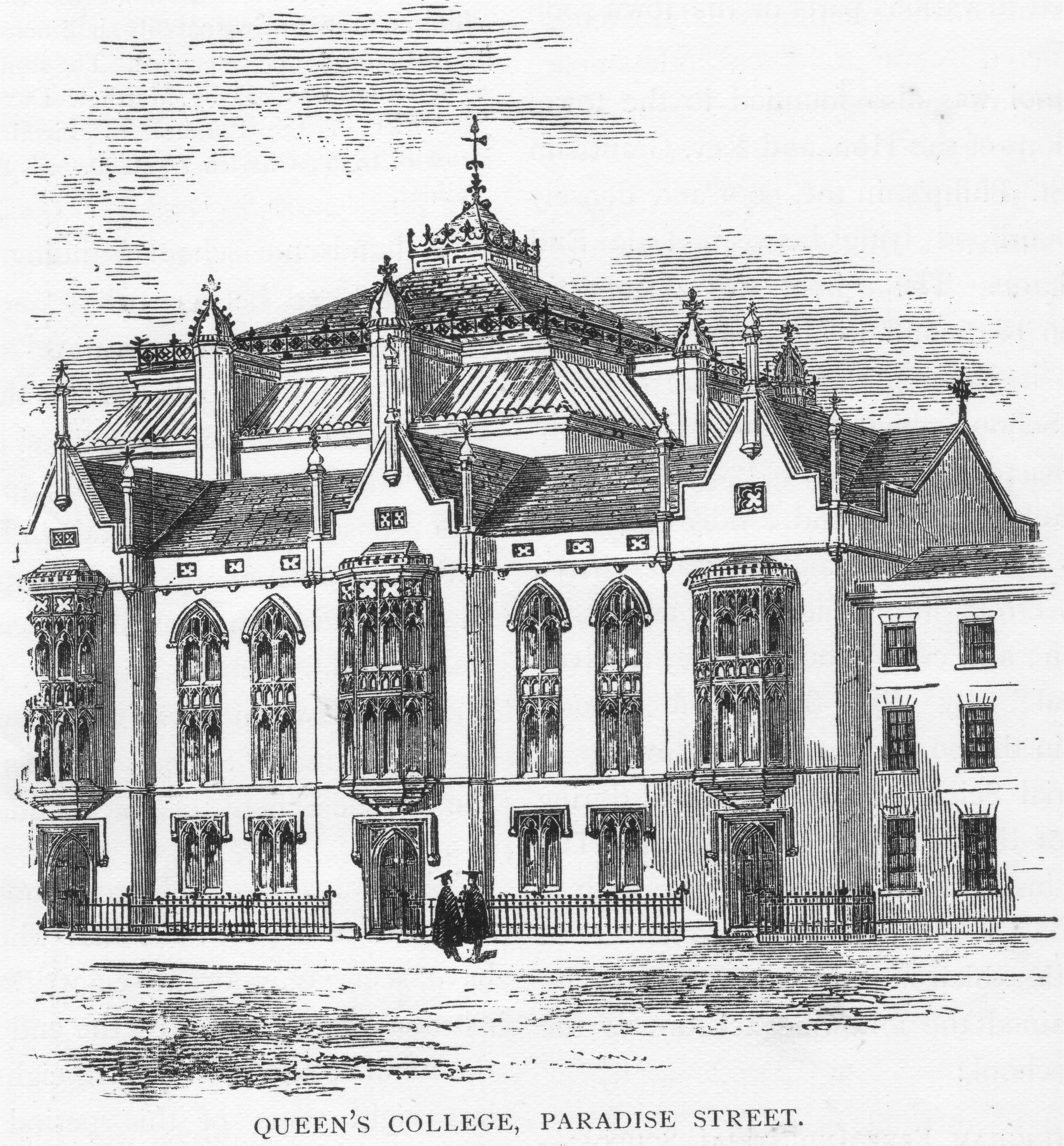
Queen's College, Birmingham, predecesora de la Universidad de Birmingham en la que Waller trabajó.

Waller dejó Bonn en 1856, marchando a París para continuar su trabajo en el laboratorio de Flourens en el Jardin des Plantes. Sin embargo pronto contrajo una infección, que le dejó inválido durante los siguientes dos años. Regresó a Inglaterra y, viendo mejorar su salud, aceptó en 1858 el nombramiento de profesor de fisiología en el Queen's College (predecesor de la Universidad de Birmingham) así como el de médico de su hospital. Permaneció poco en el cargo dado que sus problemas cardíacos lo llevaron a buscar un retiro tras dos años en Inglaterra. Se retiró primero a Brujas y después a Suiza.
Con salud renovada, se mudó a Ginebra en 1868 con el propósito de ejercer como médico, siendo casi inmediatamente elegido miembro de la Société de Physique et d'Histoire Naturelle de la ciudad. Estableció en Ginebra un laboratorio con el influyente fisiólogo local Jean-Louis Prévost. Realizó una breve visita a Londres en la primavera de 1869 para impartir la conferencia crooniana de la Sociedad Real de 1870, que dedicó a sus trabajos sobre el sistema simpático y su efecto en los nervios. Regresó tras la conferencia a Ginebra, donde falleció repentinamente de angina de pecho el 18 de septiembre de 1870.

## Familia
Casó en 1842, con Matilda, hija única de John Walls de North End, Fulham. Tuvieron un hijo, Augustus Desiré Waller, famoso cardiólogo, y dos hijas.